# Chaperiopsis colensoi
Chaperiopsis colensoi är en mossdjursart som först beskrevs av Brown 1952.  Chaperiopsis colensoi ingår i släktet Chaperiopsis och familjen Chaperiidae. Inga underarter finns listade i Catalogue of Life.